# Никулино (Шелковская волость)
Никулино — деревня в Великолукском районе Псковской области России. Входит в состав сельского поселения «Шелковская волость».
Расположена в центре волости, на левом берегу реки Вятица (правый приток Крупицы), в 21 км к востоку по дорогам или в 6 км от границы райцентра Великие Луки и в 4 км к северо-востоку от волостного центра Шелково. К востоку, на противоположном берегу Вятицы, находится деревня Погорелка.

## Население
Численность населения деревни по состоянию на 2000 год составляла 8 жителей, на 2010 год — 2 жителя.